# فيكي وولف
فيكي وولف (بالإنجليزية: Vicki Woolf)‏ هي ممثلة بريطانية، ولدت في 1945 في برايتون في المملكة المتحدة.

## وصلات خارجية
- فيكي وولف على موقع IMDb (الإنجليزية)
- فيكي وولف على موقع أول موفي (الإنجليزية)
- فيكي وولف على موقع قاعدة بيانات الفيلم (الإنجليزية)
- فيكي وولف على موقع كينوبويسك (الروسية)